# Merganso-de-poupa

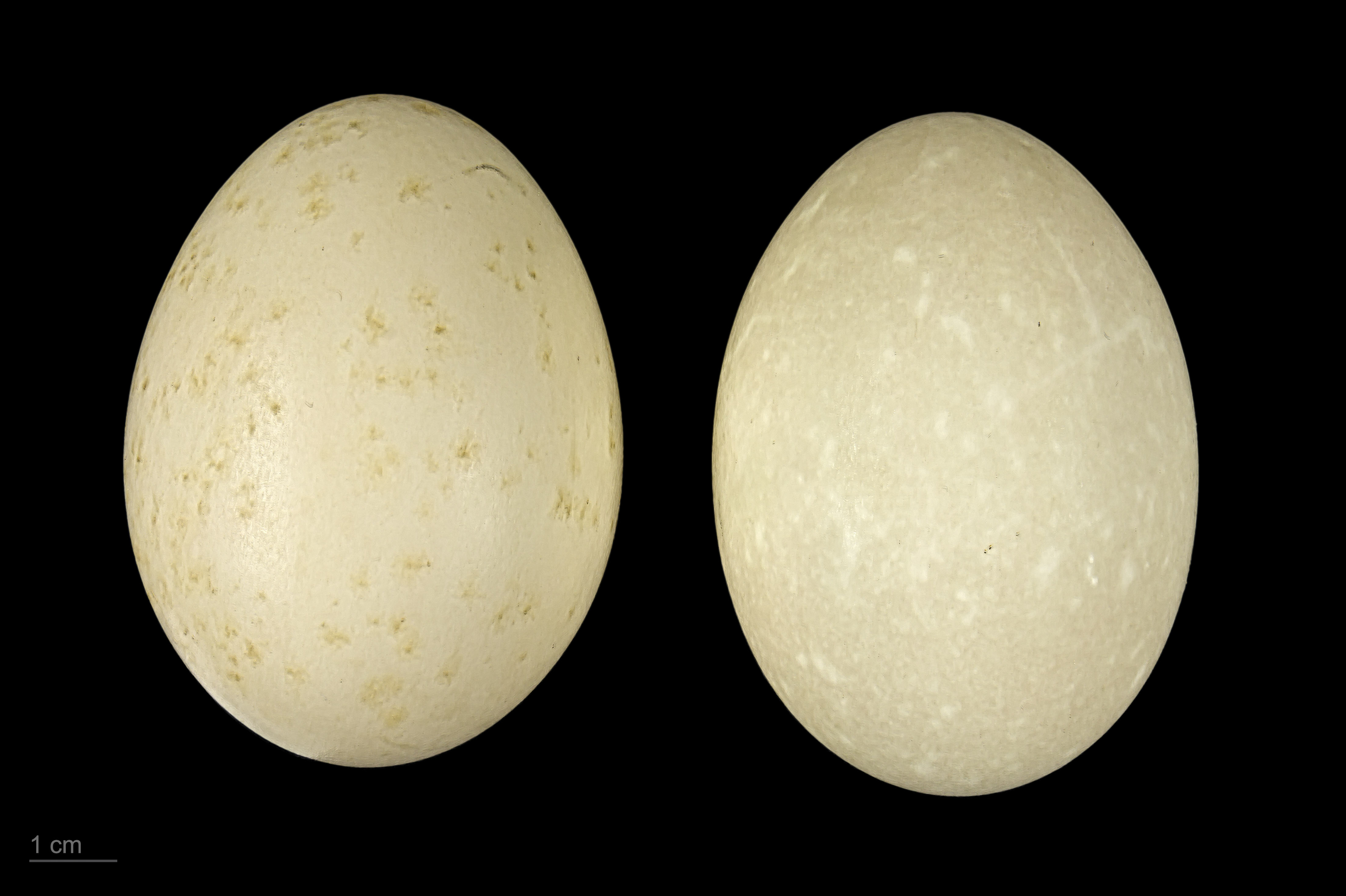
Mergus serrator - MHNT

O merganso-de-poupa (Mergus serrator) é uma ave anseriforme da família Anatidae. O macho tem a cabeça verde e os flancos brancos, a fêmea tem a cabeça alaranjada. Ambos os sexos apresentam uma pequena poupa na parte posterior da cabeça.
Este pato é oriundo do norte da Europa, onde nidifica em zonas de água doce. Ocorre em Portugal durante o Inverno, principalmente em zonas estuarinas.

## Subespécies
A espécie é monotípica (não são reconhecidas subespécies)